# Bonguen
Bonguen est un village du Cameroun situé dans la région du Sud et le département de l'Océan. Il fait partie de la commune de Lokoundjé et se trouve à 81 km de Kribi sur la route qui relie Kribi à Édéa.

## Population
En 1966, la population était de 518 habitants. Le village disposait avant 1966 d'une école publique à cycle complet. Lors du recensement de 2005, le village comptait 1 040 habitants dont 510 hommes et 530 femmes, principalement des Bakoko et des Bassa.